# کاترین تورنتون
کاترین رایان کردل ثورنتون (به انگلیسی: Kathryn Ryan Cordell Thornton) فضانورد بازنشسته و فیزیک‌دان آمریکاییست .
ثورنتون متولد ۱۹۵۲ ایالت آلاباما بوده و کارشناسی خود را در همان ایالت در رشته فیزیک از دانشگاه آبرن دریافت نمود.
وی سپس دکترای رشته فیزیک خود را از دانشگاه ویرجینیا دریافت نمود و برای فوق دکترا به موسسه ماکس پلانک آلمان رفت.
وی در ماموریت‌های STS-33 و STS-49 و STS-61 و STS-73 شرکت داشت.
ثورنتون اکنون در مقام معاونت دانشکده مهندسی دانشگاه ویرجینیا قرار دارد.

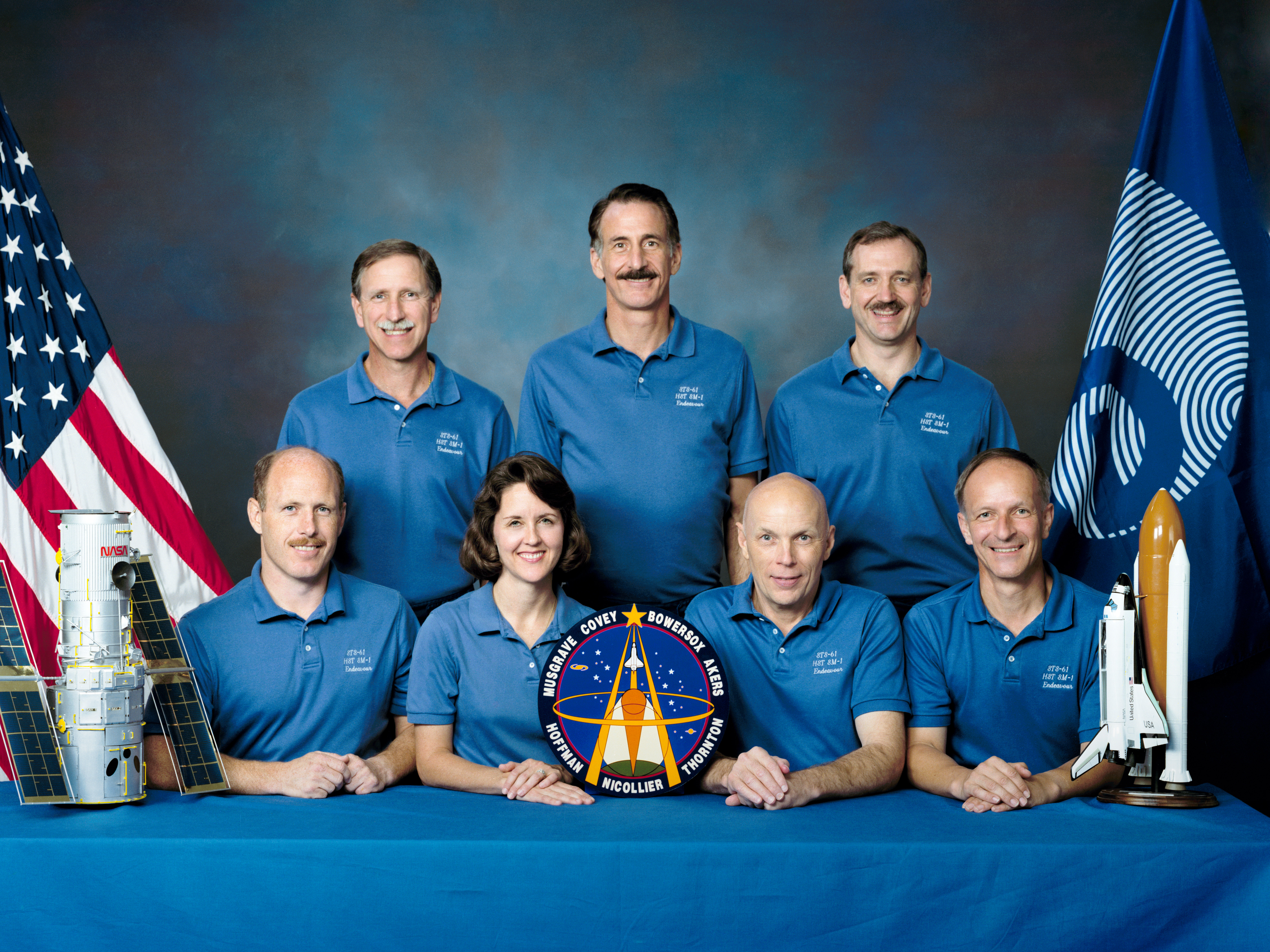
سرنشینان STS-61. ثورنتون در ردیف اول دیده می‌شود.

## جستارهای مربوطه
- زنان فضانورد